# Highland Park (Florida)
Highland Park és una població dels Estats Units a l'estat de Florida. Segons el cens del 2000 tenia 244 habitants.

## Demografia
Segons el cens del 2000, Highland Park tenia 244 habitants, 112 habitatges, i 73 famílies. La densitat de població era de 209,4 habitants/km².
Dels 112 habitatges en un 18,8% hi vivien nens de menys de 18 anys, en un 62,5% hi vivien parelles casades, en un 0,9% dones solteres, i en un 34,8% no eren unitats familiars. En el 31,3% dels habitatges hi vivien persones soles el 19,6% de les quals corresponia a persones de 65 anys o més que vivien soles. El nombre mitjà de persones vivint en cada habitatge era de 2,18 i el nombre mitjà de persones que vivien en cada família era de 2,7.
Per edats la població es repartia de la següent manera: un 16,8% tenia menys de 18 anys, un 6,1% entre 18 i 24, un 18,4% entre 25 i 44, un 26,2% de 45 a 60 i un 32,4% 65 anys o més.
L'edat mediana era de 51 anys. Per cada 100 dones de 18 o més anys hi havia 84,5 homes.
La renda mediana per habitatge era de 41.875 $ i la renda mediana per família de 56.667 $. Els homes tenien una renda mediana de 43.333 $ mentre que les dones 18.750 $. La renda per capita de la població era de 30.097 $. Cap de les famílies i el 3,9% de la població estaven per davall del llindar de pobresa.

## Poblacions més properes
El següent diagrama mostra les poblacions més properes.